# イアン・クロフォード (ギタリスト)
イアン・マイルズ・クロフォード（Ian Miles Crawford、1988年 - ）は、アメリカ合衆国のギタリスト。2007年から2009年までロックバンドのザ・キャブのメンバーとして在籍し、このほかにパニック!アット・ザ・ディスコ、ネヴァー・シャウト・ネヴァー、ジ・アカデミー・イズらと活動を共にした。
2016年にはザ・コンテスタンツを結成し、同年5月にスタジオ・アルバム『No Contest』でデビュー。2018年4月1日にスタジオ・アルバム『Grand Wheel』でソロデビューした。このほか4人組バンドのコズミック・マイルズのメンバーとしても活動している。

## 経歴
11歳の時に音楽に興味を持ち、ドラムの演奏から始めた。その後、父がニール・ヤングの曲を演奏する姿を見たことや、ジミ・ヘンドリックスのライブ映像に触発されてギターの演奏を始める。
2005年、シアトルのラジオ局であるKZOK-FMによるトリビュート・バンドのスパイク&ジ・インペイラーズに参加。
2006年、バッド・カンパニーのポール・ロジャース、ベーシストのリン・ソレンセン、ドラマーのジェフ・ケイサンとともにセックス・アンド・ヴァイオリンズ（Sex and Violins）を結成。
2007年、ポール・ガルシアの後任としてザ・キャブに加入し、リードギターを担当。2008年4月、フュエルド・バイ・ラーメンからスタジオ・アルバム『ウイスパー・ウォー』でメジャー・デビュー。2009年6月1日、リード・シンガーのアレックス・デロンが自身のブログ上でクロフォードの脱退を発表。その理由についてデロンは「方向性の違い」と説明している。

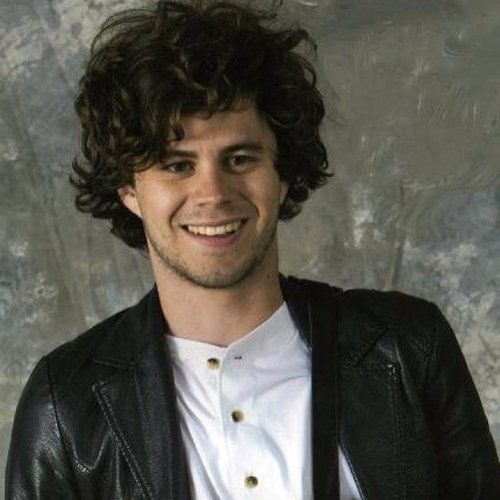
2012年のクロフォード

2009年7月29日、パニック!アット・ザ・ディスコにツアー・メンバーとして加わる。同年8月のブリンク 182とのツアーや2011年の『Vices & Virtues Tour』などに参加し、2012年7月15日に自身のTwitter上で「リアルで本格的な音楽がやりたい」ことを理由に、ロシアでのツアーを最後に離れることを発表した。
2014年6月11日、ネヴァー・シャウト・ネヴァーが公式Twitter上でクロフォードがリードギタリストとして加入したことを発表。2015年11月24日に公式Facebook上でバンドのマネジメント側から解雇を言い渡されたことを報告。同年にはジ・アカデミー・イズのデビュー10周年を記念したツアーに参加した。
2016年、ザ・コンテスタンツ（The Contestants）というバンドを結成し、5月3日にアルバム『No Contest』を発売。その後、ザ・ホラーズ（The Hollers）というバンドとして活動も始める。
2018年4月1日、ソロ・アルバム『Grand Wheel』を発売。
2023年1月19日、ラスベガスのMGMグランドでデニー・エチェバリア（ベース & ボーカル）、スペンサー・キング（キーボード & ボーカル）、ジョー・カリトリ（ドラム & ボーカル）と結成したイアン・クロフォード & コズミック・マイルズ（Ian Crawford and Cosmic Miles）のデビュー・ライブを開催。同年12月2日、同バンドのデビューEP『Lift Off』を発売。

## 人物
影響を受けたアーティストにビートルズ、ジミ・ヘンドリックス、ボブ・ディラン、デヴィッド・ギルモア、ジェフ・ベック、ピート・タウンゼント、アルバート・キング、ジミー・ペイジ、スラッシュ、ピーター・グリーン、デレク・トラックスを挙げている。
パニック!アット・ザ・ディスコのドラマーだったスペンサー・スミスは、クロフォードについて「僕とブレンドンが一緒に演奏してきた中で最も才能があるギタリスト」と語っている。
2022年11月16日、自身のInstagramで結婚を発表。

## 作品
ザ・キャブ
- 『ウイスパー・ウォー』 – Whisper War（2008年）
- Welcome to the New Administration （2008年）
  - "Bounce (snippet)"
  - "Take My Hand Machine Shop Production"（ザ・キャブ feat. キャサディー・ポープ from ヘイ・マンデー）

- Punk Goes Pop Volume Two（2008年）
  - 「ディスタービア」（リアーナのカバー曲）

- The Lady Luck EP（2009年）
- Symphony Soldier（2011年）

アシュベリー
- "Under Your Skin"（2008年）

スタンプス
- Tramps（2010年）
- Stamps Ventures of a Lifetime（2011年）

プレイ・フォー・キープス
- Goodbye Natural, Hello Manmade（2010年）
  - "X.I.F."

ザ・ブロベックス
- "Skid Row"（2012年）
  - ミュージカル『リトル・ショップ・オブ・ホラーズ』の楽曲のカバー。クロフォードはギターで参加した。

ネヴァー・シャウト・ネヴァー
- Recycled Youth Vol. 1（2015年）
- Black Cat（2015年）

ソロ名義
- Grand Wheel（2018年）
- "For the Money"（2022年）※ツイン・ロヴァ feat. イアン・クロフォード

コズミック・マイルズ
- Lift Off（2023年）